# Trofej Fair play – SN
Trofej Fair play – SN, godišnja je nagrada koju dodjeljuje hrvatski športski dnevni list Sportske novosti. Nagrada je ustanovljena u spomen na preminuloga glavnoga urednika Sportskih novosti iz razdoblja od 1962. do 1972. godine, Vladimira Oreškovića, a prvotno zvala se je Trofej fair play Vladimir Orešković. Dodjeljuje se od 1972. godine, prigodom dodjele nagrade Sportaši godine Sportskih novosti. Tijekom godina nagrada je u nazivu kadšto sadržavala i ime pokrovitelja.  

## Dosadašnji dobitnici nagrade
- 1972.: Miljenko Rak, atletičar.
- 1973.: Radmila Parezanović, rukometašica.
- 1974.: Eugen Pleško, biciklist.
- 1975.: Pero Budija, atletičar.
- 1976.: Mirko Janškovec, stolnotenisač.
- 1977.: Dubravko Mataković, kajakaš i kanuist na divljim vodama.[2]
- 1978.: Milan Spasojević, atletičar.
- 1979.: Marjan Manfreda, alpinist.
- 1980.: Drago Frelih, biciklist.
- 1981.: Nenad Ileković, tenisač.
- 1982.: Matija Ljubek, kajakaš
- 1983.: Ljiljana Zumbulović, gimnastičarka.
- 1984.: Dragan Nenezić, odbojkaš.
- 1985.: Zlatko Kavur, jahač.
- 1986.: Jure Pavlić, biciklist.
- 1987.: Ragbi klub Nada Split, ragbijski klub.
- 1988.: Željko Kukec, kajakaš.
- 1989.: Ljubomir Ljubojević, šahist.
- 1990.: FK Pelister Bitolj, nogometni klub.
- 1991.: Željko Franulović, tenisač.
- 1992.: HNK Hajduk Split, nogometni klub.[3]
- 1993.: Branko Ikić, podvodni ribolovac.
- 1994.: Tadija Opačak, invalid, ultramaratonac, humanitarac koji je postao simbol ustrajnosti i borbe za dobro pomažući drugima.
- 1995.: Stojko Vranković, košarkaš.
- 1996.: Branimir Glavaš, športski dužnosnik.
- 1997.: Josip Grdović, košarkaški trener.
- 1998.: Ante Bućo, stolnoteniski dužnosnik.
- 1999.: Valter Ivančić, boćar.
- 2000.: Nenad Bjelica, nogometaš, zato što je "snosio troškove prijevoza za tri navijačka autobusa koji su se uputili u Prag, gdje je Osijek igrao susret Kupa UEFA protiv Slavije, te loptama darovao istarskog nogometnog trećeligaša Višnjan i školu nogometa porečkog Jadrana".[4]
- 2001.: Davor Šuker, nogometaš.
- 2002.: Zvonimir Boban, nogometaš.[5]
- 2003.: Dubravko Šimenc, vaterpolist.
- 2004.: Zvonimir Martinčević i suvozač-navigator Marin Frčko, zato što su za vrijeme Rallyja Dakar 2004. godine čekajući popravak vozila pomogli nizozemskoj mehaničarskoj posadi "koja je doživjela prometnu nezgodu. Zvonimir i Miro odmah su priskočili u pomoć, pozvali su liječnike, zakasnivši na sljedeću etapu".[6]
- 2005.: Dado Pršo, nogometaš, zbog žrtvovanja zdravlja za rezultat reprezentacije.[7]
- 2006.: Miroslav Pavić, nogometni trener, zato što je "u posljednjom kolu Županijske nogometne lige Vukovarsko - srijemske županije odbio naredbu uprave Sladorane da dopusti momčadi iz susjednih Cerne da pobjedom ostane u ligi. Momčad županijskog prvaka je ranije osigurala naslov, a igrači su poslušali trenera i pobijedili u posljednjoj utakmici. Gospodin Pavić je dan kasnije otpušten iz kluba."[8]
- 2007.: Stipe Šporčić, nogometaš, ("U 14. minuti prvenstvene utakmice 13. kola IV. Hrvatske nogometne lige između NK Stupnik i NK Strmec, sudac je zbog igranja rukom jednog igrača u gostujućem šesnaestercu dosudio kazneni udarac za domaćine. Nakon prosvjeda gostujućih igrača, sudac Krnić upitao je što se zapravo dogodilo, igrača Stupnika Stipu Šporčića, koji je odmah priznao da je on, a ne gostujući igrač, dirao loptu rukom. Sudac je nakon toga promijenio svoju odluku i dosudio slobodan udarac za gostujuću momčad.")[9]
- 2008.: Petar Cupać i Pavle Kostov, jedriličari, zato što "su na Olimpijskim igrama svoj brod posudili danskoj posadi te tim neuobičajnim potezom zaslužili pohvale i čestitke iz cijeloga svijeta."[10]
- 2009.: Dr. Lana Đonlagić, liječnica, članica Hrvatske ženske ekspedicije "Mt. Everest 2009.", zato što je "tijekom pothvata naših alpinistica na Mount Everestu žrtvovala sportski cilj - uspon na vrh - kako bi na više od 6000 metara pružila pomoć ozlijeđenim članovima nepalske ekspedicije."[11]
- 2010.: HAOK Mladost Zagreb.[12]
- 2011.: Mario Hezonja, košarkaš, zato što je "na SP-u za igrače do 19 godina, u odlučujućim trenucima odlučujuće utakmice protiv SAD-a za plasman u četvrtfinale priznao kako je on posljednji igrao loptom, a ne suparnički igrač, kao što je to pokazao sudac utakmice. Hrvatska je tu utakmicu dobila 87:85."[13]
- 2012.: Antea Šimleša, jahačica zato što je "na Prvenstvu Hrvatske posudila konja jednoj od najveći konkurentica, čiji konj nije bio spreman za natjecanje. Antea je imala dva konja i jednog je velikodušno prepustila svojoj suparnici, ali i prijateljici."[14]
- 2013.: Hana Dragojević, jedriličarka, zato što je "na regati Opatija Spring Cup iz burnog mora izvukla kolegu Marka Smolića".[15]
- 2014.: Krešimir Kranjčina, pikadist, zato što je "odbio iskoristiti pogrešku elektronskog pikada i dao novu priliku svom kolegi i suparniku Antunoviću, koji je nakon toga osvojio naslov, a sam je bio tek četvrti."[16]
- 2015.: Drago Vuković, rukometaš, ("Dok je napadao na gol protivnika, igrač Kiela Mamelund ga je faulirao u prolazu, a sudac je pokazao ekspresno dvije minute za norveškog igrača. Drago Vuković je objasnio sucu da se nije dogodio prekršaj za isključenje. Sudac je otišao do zapisničkog stola i poništio svoju odluku što je bio i svojevrsni presedan u rukometnom svijetu.'").[17]
- 2016.: Branko Radičević, nogometaš "kluba Budainka Kolonija koji je namjerno promašio jedanaesterac prosvjedujući na taj način protiv lošeg suđenja u 4. kolu 2. ŽNL. Zbog tog svog poteza izbačen je iz kluba."[18]
- 2017.: Dario Lujić, trener i športski direktor nižerazrednoga nogometnoga kluba Ivanje Reke, zato što je "2017. godine, u ogledu 1. zagrebačke nogometne lige, Lujić je svojim nogometašima naredio da postignu autogol i time isprave nepravdu koja se ranije dogodila na ogledu Ivanje Reke i Sloge Gredelj (2:3). Naime, sudac je Ivanji Reki priznao nepostojeći pogodak (lopta je pogodila vanjski dio mreže), a Lujić je potom naredivši svojim igračima da daju autogol ispravio sudački previd i direktno oštetio vlastitu momčad."[19]
- 2018.: Marin Ranteš, biciklist slobodnim načinom i osvajač svjetskoga kupa u BMX biciklizmu, "jer je u utrci Svjetskog kupa svom najvećem konkurentu Loganu Martinu dao kotač sa svog bicikla nakon što je Australcu pukla guma. Na kraju je Martin zahvaljujući tome osvojio prvo, a Ranteš drugo mjesto."[20]
- 2019.: Daniel Šaškin i Saša Bitterman, hrvatska posada na Rallyju Dakar 2019. godine, "koji su unatoč velikih problema s vlastitim vozilom u bespućima Perua pružili pomoć izravnim konkurentima francuskoj posadi, ustupajući joj svoje rezervne dijelove čime su im omogućili nastavak natjecanja."[21]